# Gregorio Cámara Villar
Gregorio Cámara Villar, né le 2 mars 1953, est un homme politique espagnol membre du Parti socialiste ouvrier espagnol (PSOE).
Il est élu député de la circonscription de Grenade lors des élections générales de décembre 2015.

## Biographie

### Études et profession
Il réalise ses études supérieures à l'université de Grenade. Il obtient une licence en droit en juillet 1975 et décroche son doctorat cum laude en janvier 1980 grâce à une thèse sur l'« Éducation et la politique en Espagne : une approximation à l'étude de l'idéologie nationale-catholique ». Sa thèse reçoit le premier prix extraordinaire pour une thèse de droit à l'université de Grenade et, en 1982, le prix national octroyé aux thèses à caractère social ou politique par le Centre de recherches sociologiques.
Donnant des cours de travaux pratiques et dirigés entre 1975 et 1979 en tant que professeur assistant, il commence à dispenser des cours magistraux et des séminaires à partir de cette date comme professeur adjoint intérimaire. Entre 1980 et 1981, il est professeur visitant à l'université Yale. L'année suivante, il y fait des recherches mais doit revenir en Espagne à la suite d'une maladie grave. Il est titularisé en 1986 à l'université de Grenade et donne des cours de doctorat.
Enseignant le droit constitutionnel, il est directeur de la chaire Fernando de los Ríos à l'université de Grenade entre 1999 et octobre 2015.

### Militant dès 1978
Militant au PSOE dès 1978 durant la Transition démocratique, il a notamment été membre du patronat de la Fondation Alfonso Perales. Entre 1989 et 1994, il est membre de la Junte électorale d'Andalousie en sa qualité d'universitaire puis, de 1994 à 2005, membre élu du conseil consultatif de la Junte d'Andalousie.
Élu membre de la commission exécutive provinciale du PSOE de Grenade, il intègre le comité des experts mis en place par le secrétaire général fédéral socialiste Pedro Sánchez en 2015 et est chargé de coordonner le conseil des experts élaborant la proposition de réforme constitutionnelle que souhaite Sánchez. À ce titre, il est particulièrement impliqué dans la formule utilisée par le chef socialiste et selon laquelle l'Espagne serait une « nation des nations ».

### Le saut au Congrès
En novembre 2015, il est investi en deuxième position sur la liste conduite par Elvira Ramón dans la circonscription de Grenade à l'occassion des élections générales de décembre 2015,. Élu au Congrès des députés, il siège à la commission de la Justice et à celle de l'Éducation et du Sport. Il est le porte-parole de son groupe à la commission constitutionnelle.
Il conserve ses attributions après le scrutin anticipé de juin 2016 au cours desquelles il est réélu. En octobre 2017, il signe un manifeste avec d'autres professeurs universitaires demandant au président catalan déchu Carles Puigdemont de respecter l'État de droit et l'ordre constitutionnel. Au mois de novembre suivant, il devient membre de la commission relative à l'évaluation et la modernisation de l'État autonomique, créé par le PSOE dans le but de trouver une solution au conflit ouvert en Catalogne et visant à réformer la constitution. Il annonce le 20 décembre 2015 sa volonté de ne pas se porter candidat à un nouveau mandat et retourner enseigner à l'université de Grenade.

### Vie privée
Il est marié. Son frère meurt le 30 mai 2017 au cours des sessions d'approbation du budget général de l'État pour 2017.